# Dahmetal

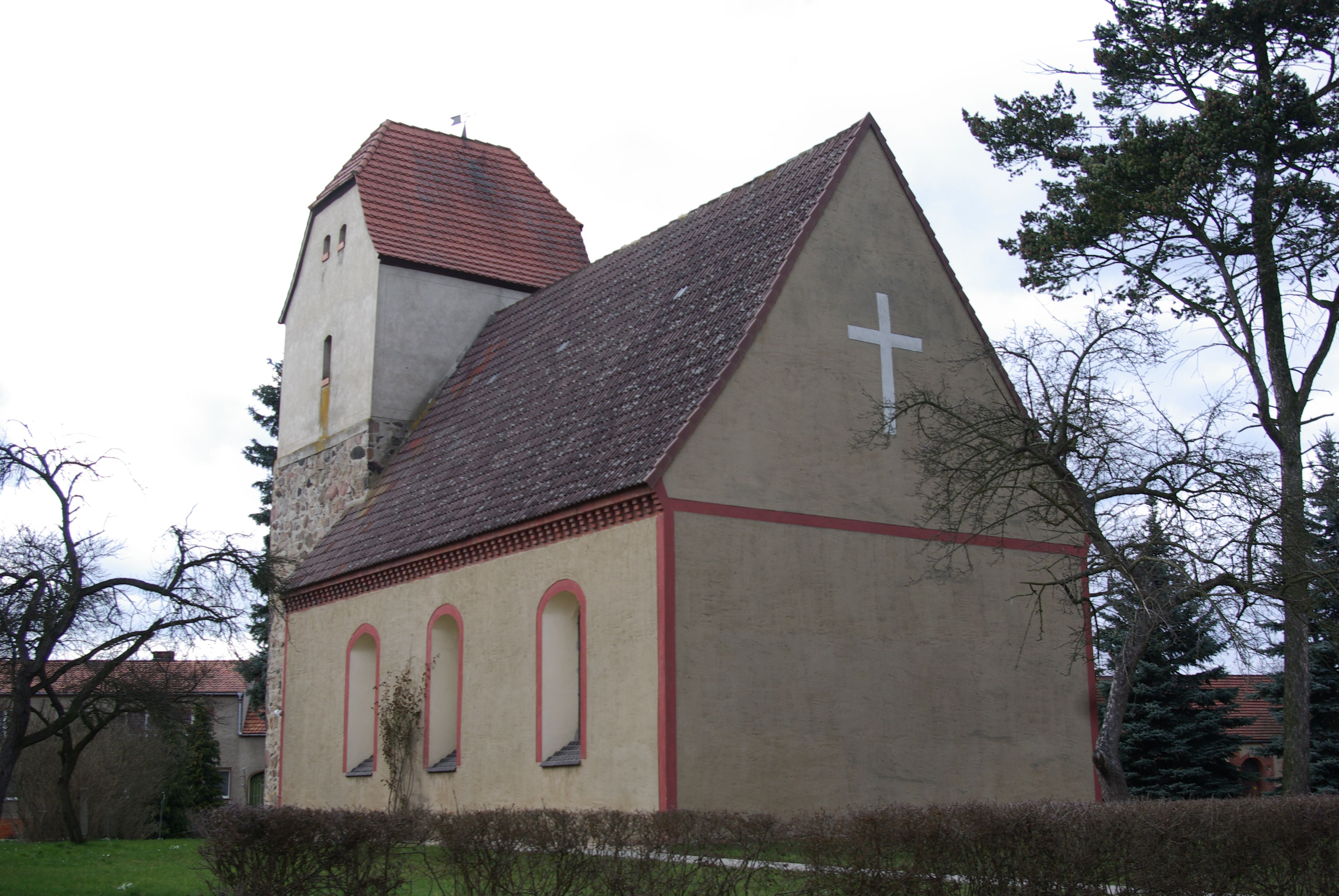
Kirche in Prensdorf

Dahmetal ist eine Gemeinde im Südosten des Landkreises Teltow-Fläming in Brandenburg. Sie gehört dem Amt Dahme/Mark an, das seinen Verwaltungssitz in der Stadt Dahme/Mark hat.

## Geografie
Die Gemeinde liegt im Niederen Fläming im Tal der Dahme, etwa 45 Kilometer südöstlich der Kreisstadt Luckenwalde. Die westlich gelegenen Flächen werden durch den Schweißgraben Görsdorf entwässert, der südöstlich des Dorfzentrums in die Dahme mündet. Die östlich gelegenen Flächen werden vom Parkteichgraben ebenfalls in die Dahme entwässert.

## Gemeindegliederung
Die Gemeinde gliedert sich in drei Ortsteile:
- Görsdorf mit den bewohnten Gemeindeteilen Liedekahle und Liebsdorf
- Prensdorf
- Wildau-Wentdorf

Hinzu kommen die Wohnplätze Heidemühle, Neumühle und Rothemühle.

## Geschichte
Görsdorf, Prensdorf und Wildau gehörten seit 1816 zum Kreis Jüterbog-Luckenwalde, Wentdorf zum Kreis Luckau in der Provinz Brandenburg. Die Orte wurden 1952 in den Kreis Luckau im DDR-Bezirk Cottbus eingegliedert. Seit 1993 liegen sie im brandenburgischen Landkreis Teltow-Fläming.
Die Gemeinde entstand am 31. Dezember 2001 aus dem freiwilligen Zusammenschluss der bis dahin selbstständigen Gemeinden Görsdorf, Prensdorf und Wildau-Wentdorf.
Liebsdorf wurde am 1. Juli 1950, Liedekahle am 1. August 1973 nach Görsdorf eingemeindet. Wildau und Wentdorf fusionierten am 1. Oktober 1962.

## Bevölkerungsentwicklung
Die Zahl der Einwohner entwickelte sich für die Vorgängergemeinden und die heutige Gemeinde Dahmetal wie folgt:
| Jahr | Görsdorf | Premsdorf | Wildau- Wentdorf |      | Jahr | Dahmetal |
| ---- | -------- | --------- | ---------------- | ---- | ---- | -------- |
| 1981 | 334      | 141       | 184              | 2005 | 546  |          |
| 1990 | 296      | 133       | 166              | 2010 | 475  |          |
| 1995 | 290      | 117       | 149              | 2015 | 488  |          |
| 2000 | 302      | 102       | 148              | 2020 | 453  |          |
|      |          |           |                  | 2021 | 459  |          |
|      |          |           |                  | 2022 | 456  |          |
|      |          |           |                  | 2023 | 439  |          |
|      |          |           |                  |      | 2024 | 427      |

Gebietsstand des jeweiligen Jahres, Einwohnerzahl: Stand 31. Dezember, ab 2011 auf Basis des Zensus 2011, ab 2022 auf Basis des Zensus 2022

## Politik

### Gemeindevertretung
Die Gemeindevertretung von Dahmetal besteht aus acht Gemeindevertretern und dem ehrenamtlichen Bürgermeister. Die Kommunalwahl am 9. Juni 2024 führte zu folgendem Ergebnis:
| Partei / Wählergruppe              | Stimmenanteil 2024 | Sitze 2024 |        | Stimmenanteil 2019 | Sitze 2019 |
| ---------------------------------- | ------------------ | ---------- | ------ | ------------------ | ---------- |
| Freie Wählergruppe Dahmetal        | 72,9 %             | 6          | –      | –                  |            |
| CDU                                | 27,1 %             | 2          | 42,8 % | 3                  |            |
| Einzelbewerberin Andrea Müller 1   | –                  | –          | 15,1 % | 1                  |            |
| Einzelbewerber Norbert Wilke       | –                  | –          | 13,1 % | 1                  |            |
| Einzelbewerberin Renate Sattler 1  | –                  | –          | 11,2 % | 1                  |            |
| Einzelbewerber Wilfried Schulze 1  | –                  | –          | 11,0 % | 1                  |            |
| Einzelbewerber Tino Janischewsky 1 | –                  | –          | 06,8 % | 1                  |            |

### Bürgermeister
- 2003–2021: Manfred Hartfelder (CDU)[9]
- seit 2022: Andrea Müller (Einzelbewerberin)

Hartfelder wurde in der Bürgermeisterwahl am 26. Mai 2019 ohne Gegenkandidat mit 78,8 % der gültigen Stimmen für eine weitere Amtszeit von fünf Jahren gewählt. Er legte sein Amt zum 31. Dezember 2021 nieder. Die Gemeindevertretung wählte in ihrer Sitzung am 11. November 2021 für den Rest der laufenden Wahlperiode Andrea Müller zur ehrenamtlichen Bürgermeisterin. Bei der Bürgermeisterwahl am 9. Juni 2024 wurde Müller ohne Gegenkandidaten mit 92,9 % der gültigen Stimmen für eine volle Amtszeit von fünf Jahren gewählt.

### Wappen
| Wappen von Dahmetal | Blasonierung: „In Grün über goldenem Tal ein silberner schräglinker Wellenbalken begleitet nach der Figur von rechts drei und links zwei goldenen Mühlrädern.“ |
| Wappen von Dahmetal | Das Wappen wurde vom Heraldiker Frank Diemar gestaltet und am 12. April 2006 durch das Ministerium des Innern genehmigt.                                       |

### Flagge
Die Flagge ist Grün – Weiß – Grün (1:4:1) gestreift und mittig mit dem Gemeindewappen belegt.

### Gemeindepartnerschaft
Die Gemeinde Dahmetal unterhält eine Partnerschaft mit der polnischen Landgemeinde Kamieniec (Powiat Grodziski).

## Sehenswürdigkeiten und Kultur

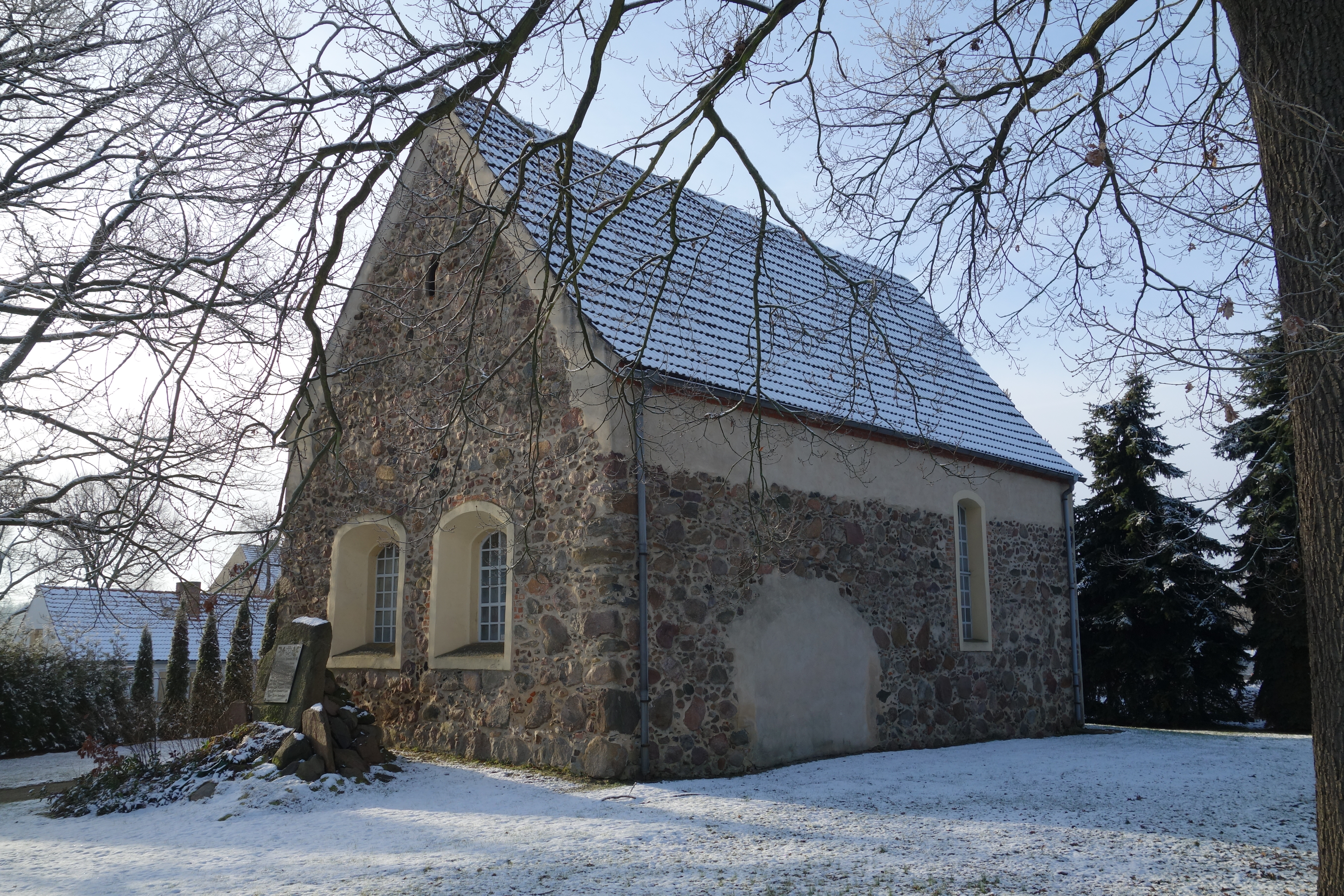
Kirche in Görsdorf

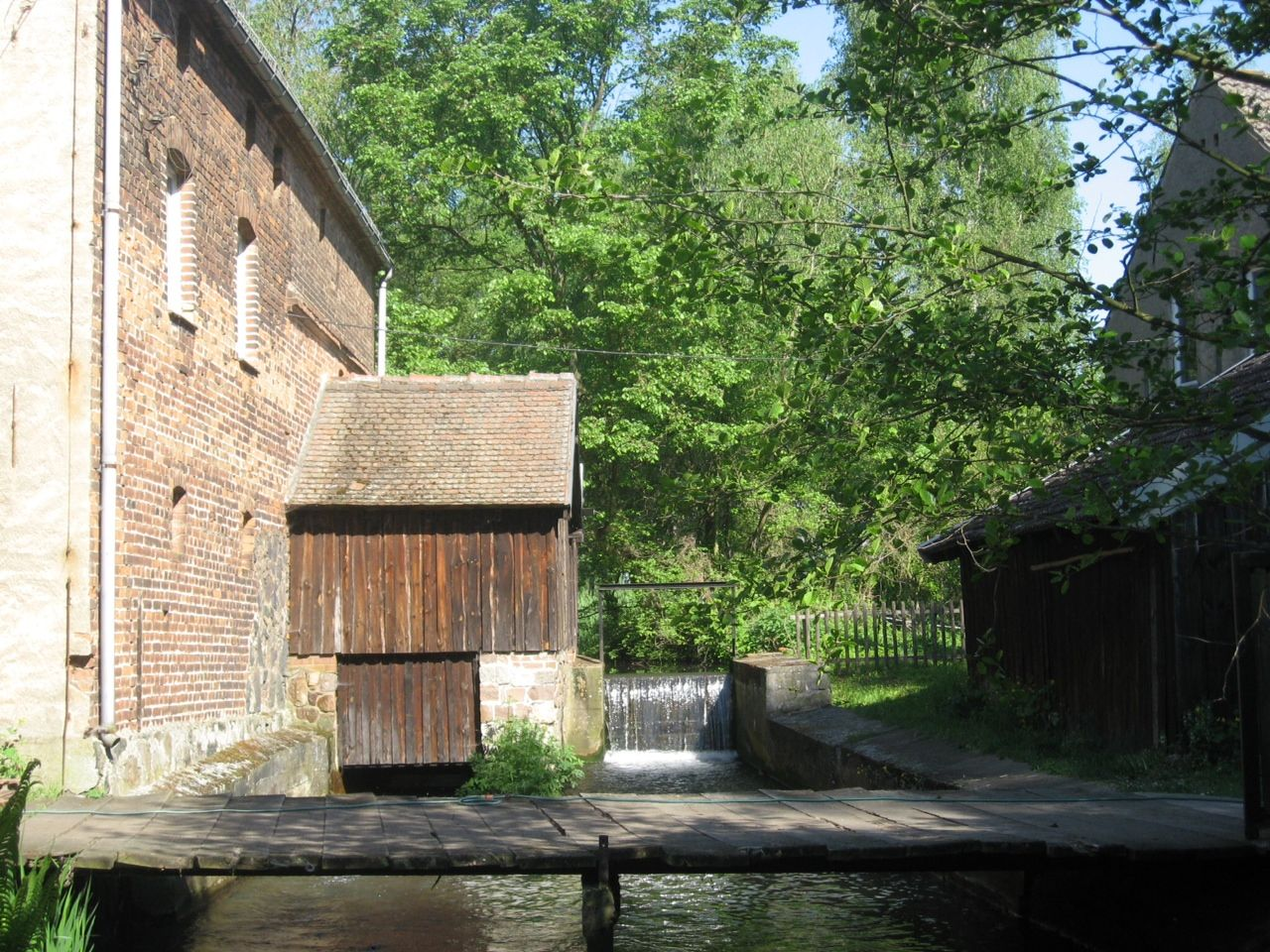
Neue Mühle Wildau-Wentdorf

In der Liste der Baudenkmale in Dahmetal und der Liste der Bodendenkmale in Dahmetal stehen die in der Denkmalliste des Landes Brandenburg eingetragenen Kulturdenkmale.
Sehenswert sind die aus Feldsteinen errichteten Dorfkirchen Görsdorf, die Dorfkirche Liedekahle, die Dorfkirche Prensdorf aus dem 14. Jahrhundert sowie die Dorfkirche Wildau-Wentdorf aus dem 13. Jahrhundert.
Im Gemeindegebiet befinden sich entlang des Flüsschens Dahme insgesamt sieben Wassermühlen, teilweise im Altzustand, teilweise saniert. Von der Quelle aus gesehen liegt die erste in Prensdorf, dann folgen die Bachmühle in Görsdorf, die nächste in Liedekahle und vor Wildau-Wentdorf die Rote Mühle. In Wildau-Wentdorf gibt es drei Wassermühlen: die Dammmühle, die Neue Mühle und die Heidemühle, auch Pappmühle genannt.
In der Neuen Mühle Dahmetal findet jedes Jahr ein „Kultursommer“ statt.

## Wirtschaft und Infrastruktur

### Verkehr
Dahmetal liegt an der Landesstraße L 71 zwischen Dahme/Mark und Kasel-Golzig.

### Sport
Die Gemeinde wird vom Flaeming-Skate berührt. Es handelt sich dabei um die größte zusammenhängende Strecke für Inlineskater und Radfahrer dieser Art.

## Persönlichkeiten
- Gustav Lehmann (1855–1926), Journalist, geboren in Görsdorf
- Carola Hartfelder (* 1951), Politikerin (CDU), lebt in Görsdorf